# Tarsaster distichopus
Tarsaster distichopus är en sjöstjärneart som beskrevs av Fisher 1917. Tarsaster distichopus ingår i släktet Tarsaster och familjen Pedicellasteridae. Inga underarter finns listade i Catalogue of Life.